# تحقیقات پارکر پاین
تحقیقات پارکر پاین (انگلیسی: Parker Pyne Investigates) مجموعه‌ای از دوازده داستان کوتاه نوشتۀ آگاتا کریستی است که در نوامبر ۱۹۳۴ منتشر شد. دو شخصیت معروف در داستان‌های هرکول پوآرو، یعنی فلیسیتی لمون و آریادنی اولیور نخستین بار در این کتاب ظاهر شدند.

## داستانها
- پروندهٔ همسر میان‌سال
- پروندهٔ سرباز ناراضی
- پروندهٔ بانوی ناراحت
- پروندهٔ شوهر ناراضی
- پروندهٔ کارمند شهر
- پروندهٔ زن ثروتمند
- همهٔ چیزهایی را که می‌خواهی برداشته‌ای؟
- دروازهٔ بغداد
- خانه در شیراز
- مروارید گران‌بها
- مرگ بر روی نیل
- پیشگوی دلفی